# 前田有加里
前田 有加里（まえだ ゆかり、1989年11月23日 - ）は、埼玉県さいたま市出身のシンガーソングライター。
血液型はO型。ジャンルに囚われることなくより良いステージ」をモットーに活動する。
芸能事務所や音楽レーベルに所属せず、全て自身のディレクションによって活動を展開している。

## 経歴
兄2人、姉1人の末っ子としてのびのびと育った。 埼玉県立浦和北高等学校 在学中に自らの言葉で音楽を届ける素晴らしさに目覚め、高校卒業後はアコースティックギターの弾き語りによるライブ活動を続ける。
2011年11月18日、22歳の誕生日を迎える5日前に、四谷天窓.confortにて初のワンマンライブを開催。